# マンフレート・フォン・リヒトホーフェン
マンフレート・アルブレヒト・フォン・リヒトホーフェン男爵（Manfred Albrecht Freiherr von Richthofen、1892年5月2日 - 1918年4月21日）は、ドイツの陸軍軍人、パイロット。第一次世界大戦参加各国で最高の撃墜機記録（80機撃墜、ほか未公認3）を保持するエース・パイロットとして知られる。乗機を鮮紅色に塗装していたことから「レッド・バロン」（赤い男爵）や「ディアブル・ルージュ」（赤い悪魔）の異名で呼ばれた。

## 概要
リヒトホーフェンは、第一次世界大戦における空中戦で前人未踏のスコアである80機撃墜（未公認2を除く）を達成した。プロイセン王国（ドイツ）では Der rote Kampfflieger （赤い戦闘機乗り）、敵国のフランスでは Le petit rouge （小さな赤）、Diable Rouge （赤い悪魔）と、イギリスでは Red Knight （赤い騎士）、あるいは Red Baron （赤い男爵）と呼ばれた。数々の異名に「赤い」と付くのは、彼がエースとして両軍で名声を得た後、乗機全体を明るい赤で塗装したことによる。彼が全体赤色の機体を使用した期間は、戦争後期の敗色濃い後半以降で、全ての乗機が赤色だった訳ではない。

## 生涯

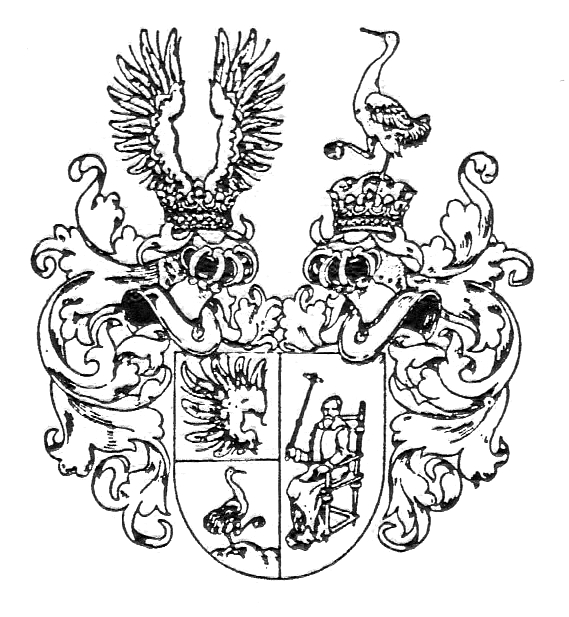
リヒトホーフェン家の紋章

### 生い立ち
シュレージエン地方のブレスラウ（現ポーランド共和国ヴロツワフ）にアルブレヒト・リヒトホーフェン男爵とその妻クニグンデの長男として、1892年5月2日に生まれた。9歳の時で家族は近くのシュヴァイトニッツに移りすみ、狩猟や乗馬を楽しむ少年時代を送った。11歳で陸軍幼年学校に入り、士官候補生となり以降軍服に包まれた人生を歩む。スリルを好み12歳の時にバハルシュタットの尖塔の頂上へ上ったりした。1911年4月にプロイセン陸軍士官学校を卒業し、陸軍軍籍を得た。槍騎兵の第一槍騎兵連隊（俗称、ロシア皇帝アレクサンドル3世皇帝連隊）に配属された。

### 槍騎兵
第一次世界大戦勃発直後、リヒトホーフェンは東部戦線では馬を駆り、敵情偵察に活躍した。騎兵として開戦早々に臨んだ初陣では、ロシア国境を越えカリッシュのキールツェ村を占領したが、味方の兵力が分散された時に敵の部隊に包囲された。彼は隠密行動により敵中を辛くも離脱したが、隊では戦死の報告がなされ家族は弔問の客を迎えていた。
その後、短期間で部隊がベルギーへ転進し東部戦線での活動はごく短く終わった。このアールロンへの移動中、初めて戦争に飛行機が使用されるところを見て、リヒトホーフェンはこれに非常に興味をもった。「私は飛行士が何をしているか知らなかった」しかし「飛行士の姿を見るたびに興奮した」と後に語っている。アールロンではピルトンの森でドイツ第5軍とフランス第3軍の会戦の機が熟していた。彼の15騎の槍騎兵隊は偵察任務をになった。小径を進んでいるとフランス兵の計略に遭い銃撃を受けた。後退しようとするリヒトホーフェンの隊は、撤退の合図を援護の合図と勘違いした部下達の前進とで、小道の上で混乱し、さらに銃撃を受けた部下の馬が敵側に暴走してそれに乗っていた2名を失う最初の敗北を喫した。彼のプライドはこの敗北に深く傷ついた。
やがて膠着状態に陥った西部戦線では機関銃と鉄条網の陣地戦となり、騎兵の活躍の場は極めて少なくなったばかりか、彼が戦前に想像した「旗をはためかして最前線で突撃する」という構図はすでに実戦では自殺行為となっていた。伝令兵となり活躍の場を期待したが、前線から1.5キロメートル以内の立ち入りを禁止され、前線兵士からも「無駄飯食い」とみなされる後方勤務でしかなかった。師団が攻撃に加わるのでいよいよ活動できると期待したが、今度は補助的な任務を与えられた。そのため、ついに彼は槍騎兵部隊から転属願いを師団長に出し、その結果1915年5月に飛行訓練所への入所が認められた。

### 航空隊へ
リヒトホーフェンが志望した当時の飛行隊にはまだ戦闘機はなく、単機同士の銃撃戦や飛行機が編隊飛行を行うことさえなかった。飛行機は写真偵察や味方砲撃での着弾観測が主任務で、パイロット同様に優れた偵察員が必要とされた。彼の志望の動機も「少なくとも前線で何が起きているかを見ることができるから」であった。彼は、ケルンの第七飛行訓練所で4週間の座学と15時間の機上訓練を受けることとなり、訓練所では最初に機上試験で飛行機に乗れるかが試された。リヒトホーフェンの偵察員の訓練教官は、アルバトロスB.II偵察機の名操縦士ツォイマー中尉であった。
1915年5月にリヒトホーフェンは最初の任地としてロシア戦線へ偵察将校として派遣された。操縦士のホルク伯爵が中隊に参加すると、彼とペアを組んで偵察任務に8月初めまでついた。その8月初旬、ホルク機でブレストに向け偵察飛行中炎上するビクツニスの街の上でエンジンが故障し、低空飛行で帰る途中ロシア軍に撃墜された。辛くもドイツ側占領地に不時着して、2人はプロイセン近衛連隊の兵士に救助された。その後すぐにリヒトホーフェンはオーステンデで編成されたドイツ軍初の長距離爆撃隊のツォイマー機の爆撃手となった。しかし爆撃任務のなか、戦果の確認中に不注意からプロペラで手を叩かれて戦争で最初の負傷をした。彼は治療中の1週間、飛行任務から解かれた。この頃になると、両軍搭乗員は当初拳銃やライフルで空中で撃ち合いを始めた。そして、軽機銃で武装する機も登場して偵察や爆撃任務の傍ら空中で銃撃戦が生じるようになった。リヒトホーフェンも9月にシャンパーニュでファルマン機と遭遇し初めての空中での銃撃戦を経験したものの敵機を撃墜することはできなかった。敵機撃墜を熱望したリヒトホーフェンは、オステロートとペアをアルバトロスC.III機で組んだとき、並行して飛行したフランス軍のファルマン機を、軽機銃を100発射った後に初めて撃墜したが、敵前線に墜落したため非公認となった。
その当時、偶然会った4機撃墜のエース・パイロットオスヴァルト・ベルケに、彼は空戦の極意を尋ねた。答えは簡単なもので「近くに寄って撃て」だった。これに対しリヒトホーフェンは内心「自分もそうしているが落とせない」と思い、その原因はベルケのフォッカー単葉機と、リヒトホーフェンの大型爆撃機という使用機の違いにあると考えた。リヒトホーフェンは、爆撃機パイロットのツォイマーから飛行訓練を受けた。この飛行訓練期間中にバランスを崩して初めての墜落を経験したものの、彼はその2日後「飛ぶコツを突然に覚えた」という。
1915年12月25日デベリッケでの訓練飛行を終えて、1916年3月、ヴェルダン前面の第二戦闘飛行中隊に参加した。ベルケは自らの率いる第2戦闘機中隊 (Jasta 2 ：Jagdstaffel 2) にリヒトホーフェンを配属した。リヒトホーフェンは複座のアルバトロスC.III機の上翼に機銃を前方と上方に射撃できるように装着した。同僚が機銃の効果を疑う中、4月25日フルリー・ドゥモーンでフランスのニューポール単座機を撃墜した。これがリヒトホーフェンがパイロットとなって撃墜した第1号、2機目の撃墜であった。しかし、個人での撃墜でないためリヒトホーフェンの最終撃墜記録には含まれていない。その後、ライマン少尉と1機のフォッカーE型単葉機を午前と午後で共同使用することになる。ライマンが撃墜（生存帰還）され、これによりリヒトホーフェンは漸く単独使用が出来るようになった。しかし、このフォッカーE型単葉機を彼は三度目の出撃時にエンジン故障で墜落させ、2度目の墜落を経験する。

### 撃墜王へ
リヒトホーフェンは西部戦線にオズヴァルド・ベルケの編隊機として戻った。乗機はアルバトロス D.II。彼の最初の公認記録は1916年9月17日、ベルケに随伴してイギリス軍のEF-2b複座戦闘機を単機で撃墜したことによる。彼はこの戦いの後、ベルリンに住む宝飾職人の友人に空中戦の日付と敵機の機種を刻んだ銀杯を発注する手紙を書いている。しかし、彼の恩師といえるベルケは10月28日に40機撃墜の記録を残して僚機と空中衝突して戦死した。ベルケの飛行中隊の部下達も6週間のうちに6名が戦死、1名が負傷し、2名が神経症で搭乗割から消えていた。しかし、リヒトホーフェンはこの後も戦果をあげ続けた。1916年11月23日にバポーム=アルベール上空で、マンフレートは当時のイギリス最高のエース、ラノー・ホーカー (Lanoe Hawker) 少佐のエアコー DH.2（デハビラント-2）と交戦し撃墜する。彼は1917年1月までに16機を撃墜（他に1916年10月25日に英軍BE-12機の未公認撃墜1機）してプロイセン軍人最高のプール・ル・メリット勲章を受章した。
同月、彼はエリート・パイロットたちで編成される第11戦闘機中隊 (Jasta 11) の中隊長に任命された。この中隊は部隊の識別色として機体の配色に赤を採用したが、中でもリヒトホーフェンの乗機は全体が赤く、特に目立つ物であった。このことはドイツ国内のプロパガンダに使われ、敵にも「赤い戦闘機乗り」の名が知られるようになった。
1917年3月28日にティヨワで公認31機目となる英軍ニューポール 17戦闘機を撃墜した後の3月の末から4月の初め、5機編隊のリヒトホーフェン中隊は15機の英軍編隊を発見した。リヒトホーフェンは編隊から離れた敵機に対して攻撃すべく接近したが、射撃直前に敵弾が乗機エンジンと2個の燃料タンクに命中し、ガソリンを噴出しながら不時着した。危うく空中爆発の危機を乗り越えたリヒトホーフェンは以後攻撃一辺倒の性格を抑制すべく努力した。血気に逸りすぎることが自信過剰と不注意に繋がることを学んだが、ここ一番というときに防御が甘くなる欠点はこの後も完全には克服できなかった。初めての空戦での敗北であったが、それに恐れることもなく4月2日にはファルビュスで公認32機目の英軍のBE-2d複座機を早々に撃墜している。

### 血の4月と敗北

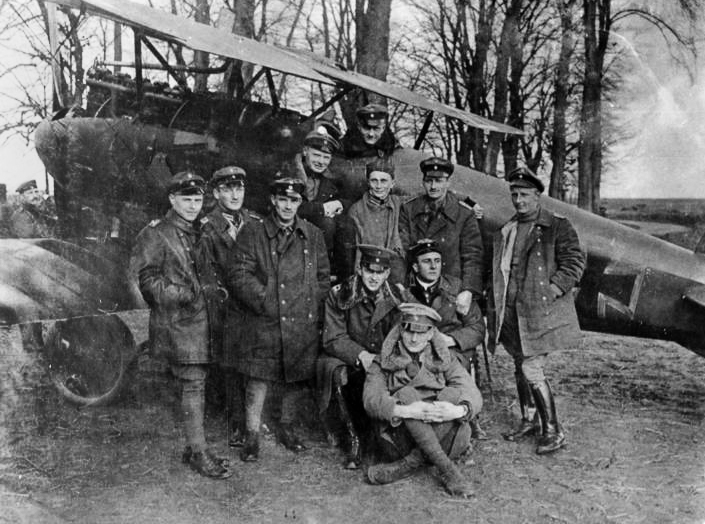
赤いアルバトロス D.IIIに乗るマンフレートと彼の仲間達 （手前のナイトキャップ姿がクルト・ヴォルフ、最前は弟ロタール）

1917年4月アメリカが参戦し皇帝ヴィルヘルム2世は戦争の先行きに憂慮を深めた。その様な中、リヒトホーフェンは騎兵大尉に昇進した。また、ドイツ空軍部隊では漸く優秀な飛行機設計と大量生産計画が結実し、優秀な戦闘機が大量に前線に配置された。このため、ドイツ軍対連合軍の損害比は1:4にまで拡大した。それでもイギリス軍は、新型機が投入されるまでの数ヶ月の間、速度や運動性能に劣る在来のBE機やFE機での苦しい戦いを継続したため空前絶後の損害を出した（このためイギリスでは「血の4月」と呼ぶ）。マンフレートも、このドイツ空軍の上げ潮の頂点にたち4月2日に2機撃墜したのを手始めに、4月29日に英軍クズナー中尉の最新型のソッピース トライプレーン三葉機をビイー=モンティニューとセロミーヌの間で撃墜するまで、計21機を撃墜し、公式記録を前代未聞の52機とした。この4月29日夕方には50機撃墜に対して、皇帝ヴィルヘルムII世より電話での祝賀の言葉を受けている。
1917年6月初めに、第1戦闘航空団 （Jagdgeschwader 1）指揮官に任命される。マンフレートは部下に空中戦理論を教えることで隊全体のスコアを上げている。そのため第1戦闘航空団は多くのエースを輩出し、連合軍から「フライング・サーカス」、「リヒトホーフェン・サーカス」と恐れられた。彼は自らの撃墜に関しては他の者が共同撃墜でその功績を単独で得ても「敵が撃墜されることに意義がある」として争わなかったが、部下の撃墜が他の者の功績となることに関しては「指揮官には自己へとは別の責任がある」として絶対に譲らなかった。
1917年7月6日リヒトホーフェンは戦闘中に撃墜確実の獲物として近接した英軍のヴィッカース複座戦闘機から、同機機銃手ウッドブリッジ少尉による300mからの長距離射撃を受け、頭部に長さ10センチ以上の裂傷を負い不時着した。19日間の入院の後原隊復帰したが、部隊長は彼が未だ飛行任務に耐え得ないとして飛行中止を命じた。8月16日に命令を無視して復帰した後、同16日、26日および9月2日・3日に英軍機と交戦し4機を撃墜したが、基地に帰ると激しい頭痛とめまいや吐き気に襲われた。彼は今回の敗北では精神的にも大きく打撃を受け自信を喪失した。9月3日に自ら願い出て10月23日まで生まれ故郷へ帰休した。しかし、彼の母親によると、頭の傷は口が開いたままで、「息子が懐かしい家で休息をとりたいと願ったのは当然でした。しかし休めませんでした。」という。国民的な撃墜王が一人で過ごせる時間は少なかったのである。この負傷後、自信にあふれたリヒトホーフェンは影をひそめ、目下の者にも格式ばらなくなり、ひどく打ち解けた態度を示すようになったという。この撃墜時の不時着の時のことを語った彼のことばに「真の戦闘機パイロットは死ぬまで操縦桿から手を離しはしない」がある。
10月23日原隊に復帰した。しかし、彼が片腕と信頼した第10飛行中隊のヴェルナー・フォスは戦死していた。11月23日に63機目を撃墜した。

### 最期

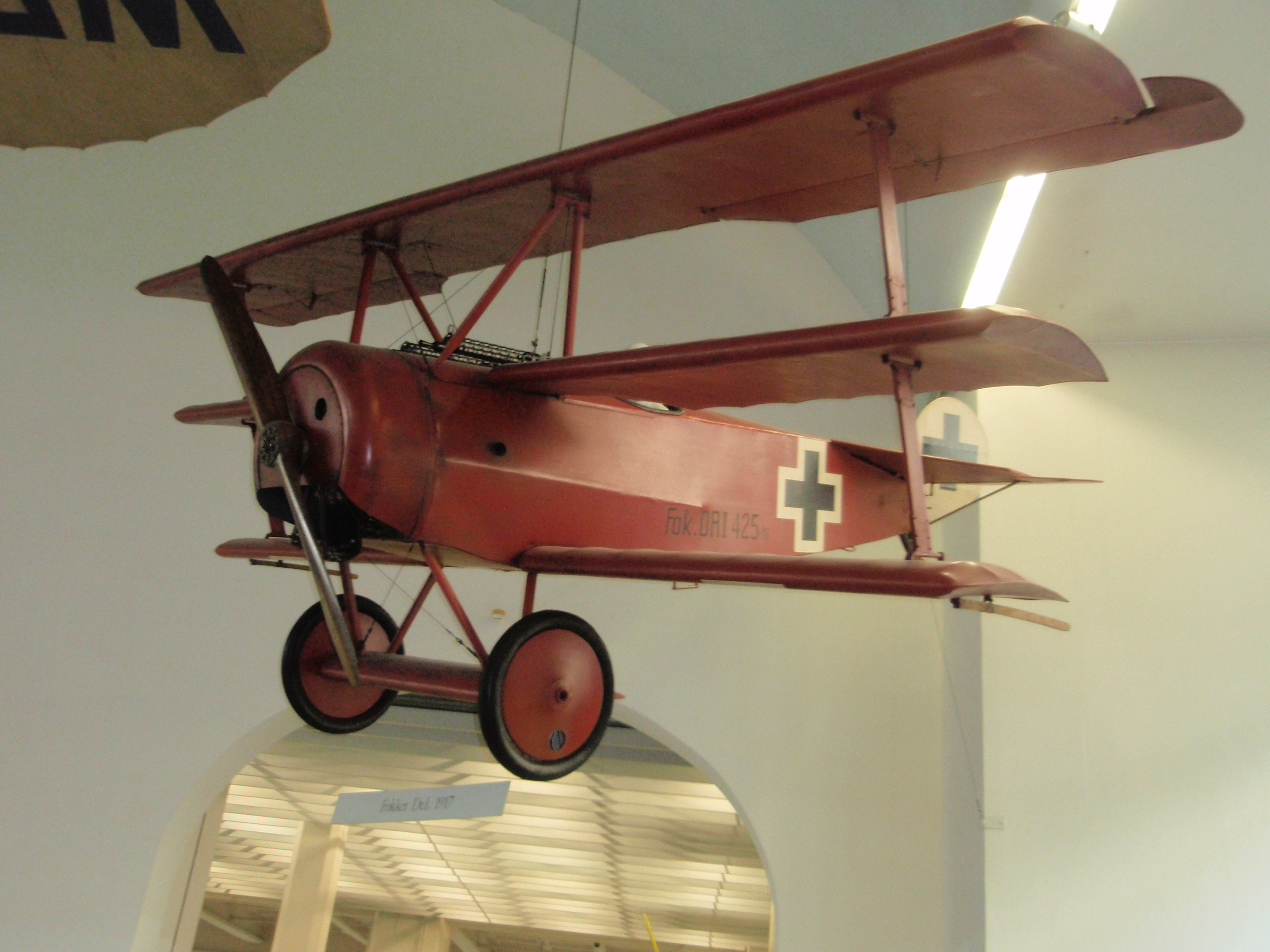
リヒトホーフェンが最後に搭乗していたフォッカーDr.I 425/17の復元品

1918年4月21日朝、前日に2機の英軍戦闘機を撃墜して公式記録を80機としたリヒトホーフェンは、フォッカーDr.I 425/17に乗り込み、カピーの飛行場を僚機と共に飛び立った。リヒトホーフェンは、第11飛行中隊のDr.Iと第5飛行中隊のアルバトロス D.Vからなる15〜20機でソンム川周辺上空を飛行中、11機のソッピース キャメルと遭遇し空中戦となった。
当初リヒトホーフェンは、第5飛行中隊の先駆隊が空戦に突入したため、直接攻撃には参加せず周辺で旋回援護していたが、機銃の不調により戦域を離脱しようとしていた第209戦闘機中隊の新人パイロット、ウィルフリッド・メイ (Wilfrid R. May) 中尉搭乗のキャメルを発見し、低空を飛ぶメイ機を追って攻撃に入った。メイの窮地に気付いた上官のアーサー・ロイ・ブラウン (Arthur Roy Brown) 大尉が、リヒトホーフェン機の後上方から降下しつつ銃撃を浴びせた。ブラウンが再度攻撃するために上昇旋回する間にリヒトホーフェンはモルランクール丘陵に展開するオーストラリア軍地上部隊からも銃撃を受けた。リヒトホーフェンは乗機右側面から肺と心臓を貫通した1発の.303インチ弾によって致命傷を受け、ドイツ時間で11時45分頃、ヴォー＝シュル＝ソンム北側の飼料用ビート畑に不時着した。オーストラリア軍兵士達が駆けつけた時点でリヒトホーフェンは死亡していたが、胸からは未だ血が流れていた。また、遺品の財布の中には非常にチャーミングな少女の写真が入っていたという。25歳没。最終階級は騎兵大尉。
敵味方から最高のエースと賞賛された彼の戦死は連合軍の宣伝に利用され、葬儀の翌日写真や宣伝文がドイツ軍前線の背後に撒かれた。
リヒトホーフェンに致命傷を与えた射手は現在に至るまで確定していない。当時はイギリス空軍がブラウン大尉の銃撃による撃墜と認定したが、ブラウン機の射撃位置はイギリス軍によるリヒトホーフェンの検死で確認された銃創の入り方とかけ離れているため、現在では否定されている。地上部隊による撃墜説としては、ルイス軽機関銃でリヒトホーフェン機に銃撃を与えたオーストラリア軍第14野砲旅団第53砲兵中隊のロバート・ブーイーによる撃墜の主張が存在するが、当人の証言した相対位置ではリヒトホーフェンの銃創を残すことが困難なため、近年の検証では、ブーイーとは別の地点からヴィッカース重機関銃でリヒトホーフェン機を銃撃していたオーストラリア軍第24機関銃中隊軍曹セドリック・ポプキンがリヒトホーフェンを撃墜した可能性が高いと考えられている。

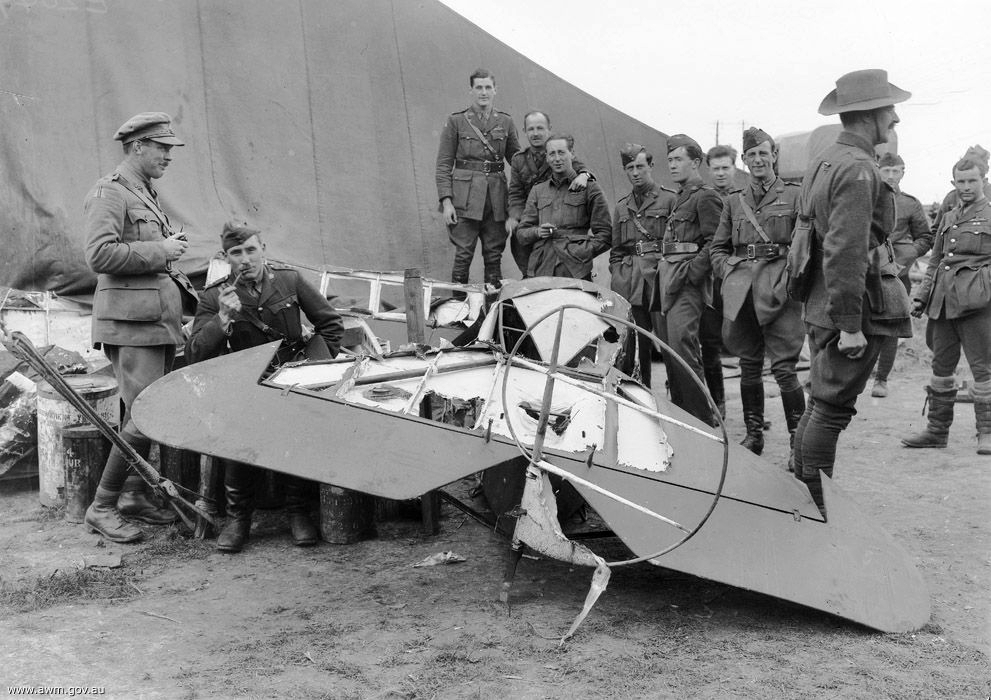
リヒトホーフェン機425/17の残骸と、発見したオーストラリア兵。機体は不時着時点では翼が小破している程度の損傷であったが、兵士らの記念品漁りの為に破壊されている。

### 遺書
遺書は中隊の印章で封印され、茶色の封筒に収められていた。ラインハルト中隊長の副官により開封され、中隊長が発表した。
「本職が哨戒飛行より帰還せざりし場合、第六飛行中隊のラインハルト中尉が戦闘の指揮をとること。1918年3月10日 騎兵大尉 フォン・リヒトホーフェン」
とのみ記載され、彼個人のことに言及する言葉や家族への言葉も一切なく、これが彼の遺言の全てであった。

### 墓所
1918年4月22日、弾薬輸送車に乗せられたリヒトホーフェンの棺はオーストリア第三飛行中隊の将兵らを先頭にした葬列に送られ、フランスのベルタングル墓地にプロペラに手を加えた十字架の下軍葬により埋葬された。第一次大戦の休戦後すぐの1918年、戦勝国となったフランスはリヒトホーフェンをベルタングルの東方30キロのフランスのフリクール墓地に1万8千名のうちの名前のわかった3千のドイツ軍兵士の一人として特別な措置はせず改葬した。
しかし、1920年初めに実母のクニグンデ男爵夫人が「息子の遺体を彼の愛した故郷シュレジェンに返して欲しい」とフランスと交渉し、1925年11月にリヒトホーフェンの末弟のカール・ボルコにより、フリクール墓地より遺体は発掘された。アルベールをへて、ドイツ・ケールに到着した。知らせを聞いた第一戦闘戦隊の元操縦士たちはケールにあつまり、ベルリンまで棺と同行した。ヴァイマル共和国大統領ヒンデンブルク元帥（大戦時のドイツ軍参謀総長）は「ドイツ国民の名において遺体を迎え入れること」を要請し、ベルリンまでの鉄路や駅には市民や元従軍兵士らが敬意を表すためにあつまった。遺体はベルリンのグナーデン教会で安置され、11月18日から19日の間に旧ドイツ帝国の皇太子や皇女も多くの一般市民とともに訪れた。11月20日、ワイマール共和国大統領ヒンデンブルク元帥らの参会のもと、かつての敵国のパイロットたちも訪れての国葬が営まれ、ベルリンの廃兵院（Invalidenfriedhof）に葬られた。翌年10月には平たい墓石が建立され、1938年に現在の墓石となった。
1933年4月21日のリヒトホーフェンの15回忌にはシュヴァイトニッツの大邸宅がリヒトホーフェン記念館となり、リヒトホーフェンと1922年に事故死した弟のロタール（40機撃墜のエース）の勲章や、手紙、写真、記念品が公開された。記念品の中にはリヒトホーフェンの60個の撃墜記念の銀杯もあった。しかし1945年にドイツを占領したソ連軍により遺品は全てソ連本国に送られ、以後行方不明となった。リヒトホーフェンの母親らは辛くも避難できたが、この時遺品は何も持ち出せなかったという。

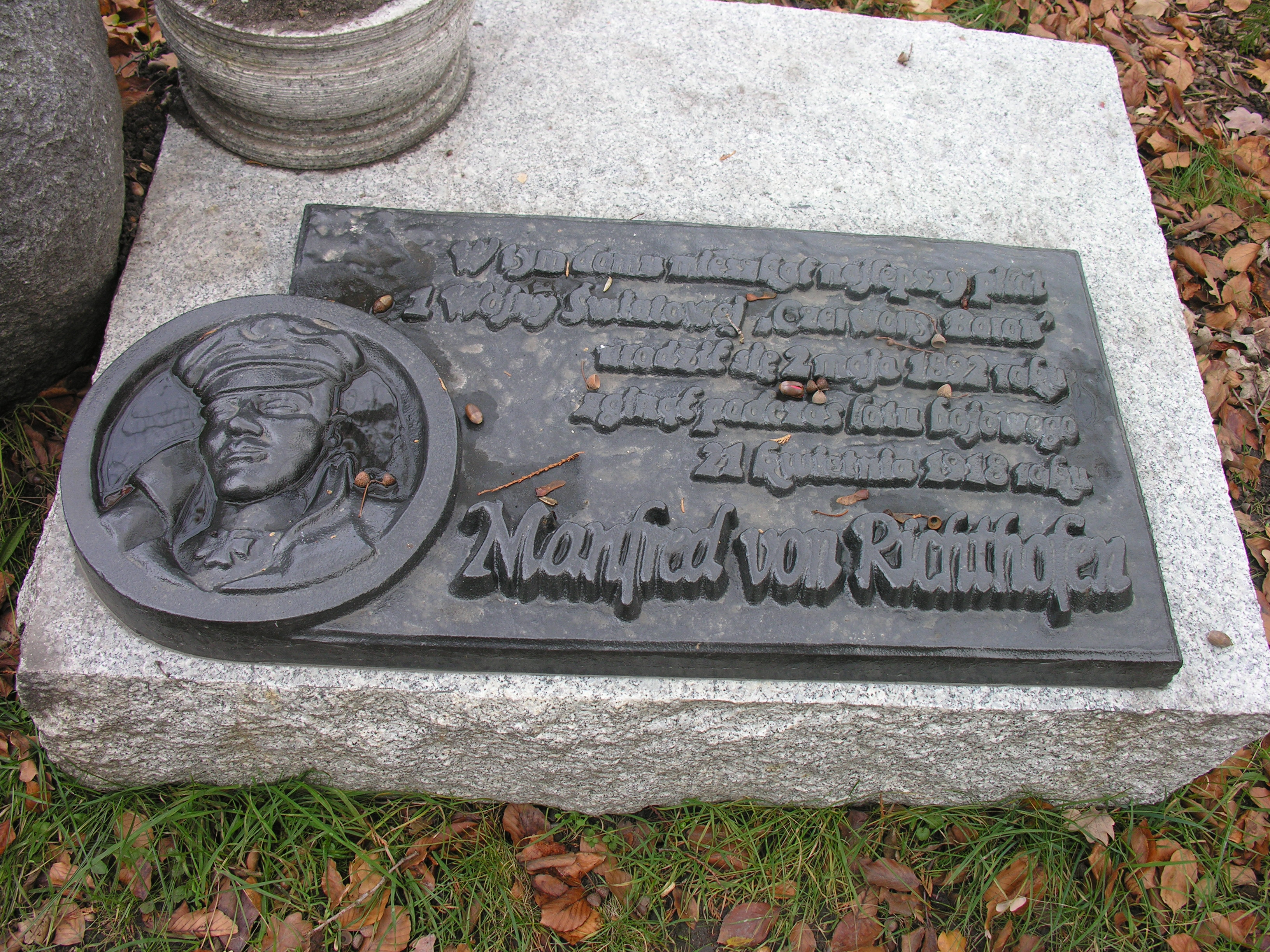
現ポーランドのシフィドニツァ（旧シュヴァイトニッツ）にある記念碑
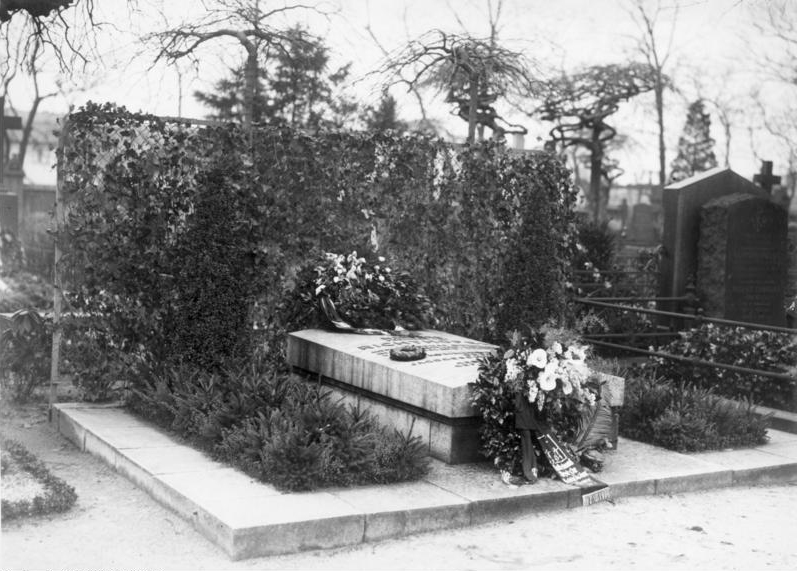
ベルリンにあるリヒトホーフェンの墓

## その他

第71戦闘航空団「リヒトホーフェン」の紋章

- 航空隊へ転属後も槍騎兵将校の軍服を着用していた。
- 彼の弟ロタール・フォン・リヒトホーフェンも40機撃墜のスコアを挙げたエースパイロットである。
- 兄弟の名前は第二次大戦後も伝統戦闘航空団 (Traditionsgeschwader) の一つとして、以下の部隊に継承されている
  - ナチス・ドイツ時代のドイツ国防軍空軍の第2戦闘航空団（ドイツ語版）（Jagdgeschwader 2 „Richthofen“）
  - 第二次世界大戦後のドイツ連邦軍空軍の第71戦術航空団（ドイツ語版）（Taktisches Luftwaffengeschwader 71 „Richthofen“）、旧名称：第71戦闘航空団（Jagdgeschwader 71 „Richthofen“）。
- 従弟に第二次世界大戦下のナチス・ドイツで空軍元帥となったヴォルフラム・フォン・リヒトホーフェンがいる。彼も1918年3月にマンフレート指揮下の戦闘機隊に配属され、8機の撃墜記録を持つ。
- リヒトホーフェンの第一戦闘機戦隊は終戦時にヘルマン・ゲーリング（後のドイツ空軍総司令官）が指揮していた。
- おじにシルクロードを提唱した地質学者のフェルディナント・フォン・リヒトホーフェンがいる。